# Kremitzaue
Kremitzaue är en kommun i Landkreis Elbe-Elster i förbundslandet Brandenburg i Tyskland. Kommunen bildades den 31 december 2001 genom en sammanslagning av de tidigare kommunerna Kolochau, Malitschkendorf och Polzen. Kommunen ingår i kommunalförbundet Amt Schlieben.